# Uojan
Uojan (en rus Уожан) és un poble de la República de l'Altai, a Rússia. El 2016 tenia 77 habitants. Uojan es troba al riu Txemal, a 17 km al sud-est de Txemal, la seu administrativa de la província.